# Theodor J. Reisdorf
Theodor J. Reisdorf (* 29. Januar 1935 in Neuß; † 11. November 2015) war ein deutscher Schriftsteller.

## Leben
Theodor J. Reisdorf wurde im Neußer Stadtteil Uedesheim geboren. Zwischen 1951 und 1954 durchlief er eine Ausbildung zum Industriekaufmann, bevor er 1958 in Wilhelmshaven sein Abitur ablegte. Anschließend studierte er in Köln, Hamburg und Mannheim Wirtschafts- und Sozialwissenschaften und schloss das Studium mit einem Examen als Diplom-Handelslehrer ab. Von 1965 bis 1967 war er Referendar in Bielefeld, wo er auch das zweite Staatsexamen absolvierte, und lehrte in den Folgejahren an Wirtschaftsschulen in Aachen, Norden und Emden, zuletzt als Oberstudienrat. 1997 wurde er pensioniert. Reisdorf lebte im Hager Ortsteil Berum in Ostfriesland.
Laut eigener Aussage ließ er sich durch den Jerry-Cotton-Preis zum Schreiben anregen. 1982 veröffentlichte er seinen Debütroman Land, Leute und Leichen und kreierte damit das Genre des „Friesenkrimis“. Reisdorfs Roman Tödliche Teestunde diente als freie Vorlage für Raimund Webers Drehbuch zur Tatort-Folge Mord hinterm Deich, die unter der Regie von Olaf Kreinsen am 25. Dezember 1996 ihre Erstausstrahlung hatte.
Theodor J. Reisdorf starb am 11. November 2015 im Alter von 80 Jahren.

## Werke
- Land, Leute und Leichen. Bastei Lübbe Verlag, Köln, 1982, ISBN 978-3-404-36054-3
- Inselschönheit. Bastei Lübbe Verlag, Köln, 1986, ISBN 978-3-404-37021-4
- Jadedistel. Bastei Lübbe Verlag, Köln, 1988, ISBN 978-3-404-37043-6
- Du sollst nicht begehren.... Bastei Lübbe Verlag, Köln, 1990, ISBN 978-3-404-19540-4
- Der Mord macht die Musik. Bastei Lübbe Verlag, Köln, 1990, ISBN 978-3-404-19509-1
- Tödliche Teestunde. Bastei Lübbe Verlag, Köln, 1992, ISBN 978-3-404-19574-9
- Die Tote vom Nordstrand. Bastei Lübbe Verlag, Köln, 1993, ISBN 978-3-404-19580-0
- Die toten Mädchen von Jever. Bastei Lübbe Verlag, Köln, 1994, ISBN 978-3-404-19556-5
- Mord im Fischerhafen. Bastei Lübbe Verlag, Köln, 1995, ISBN 978-3-404-19602-9
- Todestörn vor Juist. Bastei Lübbe Verlag, Köln, 1996, ISBN 978-3-404-19609-8
- Das Dünengrab. Bastei Lübbe Verlag, Köln, 1997, ISBN 978-3-404-13886-9
- Tod vor Borkum. Bastei Lübbe Verlag, Köln, 1999, ISBN 978-3-404-14226-2
- Friesischer Tod. Bastei Lübbe Verlag, Köln, 2000, ISBN 978-3-404-14352-8
- Mörderische Friesen-Hochzeit. Bastei Lübbe Verlag, Köln, 2001, ISBN 978-3-404-14541-6
- Letzter Törn nach Spiekeroog. Bastei Lübbe Verlag, Köln, 2003, ISBN 978-3-404-14890-5
- 13 kleine Friesenmorde. Bastei Lübbe Verlag, Köln, 2003, ISBN 978-3-404-14904-9
- Der Tote im Maisfeld. Bastei Lübbe Verlag, Köln, 2005, ISBN 978-3-404-15313-8
- Friesische Todessinfonie. Bastei Lübbe Verlag, Köln, 2006, ISBN 978-3-404-15492-0
- Nebeltod auf Norderney. Bastei Lübbe Verlag, Köln, 2008, ISBN 978-3-404-15846-1
- Mord in Norddeich. Bastei Lübbe Verlag, Köln, 2009, ISBN 978-3-404-15985-7
- Mörderischer Nordseewind. Bastei Lübbe Verlag, Köln, 2010, ISBN 978-3-404-16430-1
- Letzte Ausfahrt Ostfriesland. Bastei Lübbe Verlag, Köln, 2011, ISBN 978-3-404-16025-9
- Böses Spiel in Friesland. Bastei Lübbe Verlag, Köln, 2012, ISBN 978-3-404-16635-0
- Nordseefluch. Bastei Lübbe Verlag, Köln, 2013, ISBN 978-3-404-16744-9

### Sammelbände
- Friesenmorde. Drei Kriminalromane. Bastei Lübbe Verlag, Bergisch Gladbach, 1988, ISBN 3-404-19525-6
- Noch mehr Friesen-Morde. Drei spannende Kriminalfälle hinter den Deichen. Bastei Lübbe Verlag, Köln, 1995, ISBN 978-3-404-19600-5
- Deiche, Dünen, Friesenmorde. Drei Kriminalfälle vom Nordstrand. Bastei Lübbe Verlag, Köln, 1998, ISBN 978-3-404-13997-2
- Inselmorde. Drei mörderische Romane auf Juist, Borkum und Baltrum. Bastei Lübbe Verlag, Köln, 2002, ISBN 978-3-404-14722-9
- Friesischer Tod / Mörderische Friesenhochzeit. Zwei Romane in einem Band. Bastei Lübbe Verlag, Köln, 2007, ISBN 978-3-404-15661-0

### Hörbücher
- Theodor J. Reisdorf, David Nathan (Sprecher): Tödlicher Vatertag. Bastei Lübbe Verlag, Köln, 2006, ISBN 978-3-404-77091-5
- Theodor J. Reisdorf, Sascha Rotermund (Sprecher): Troubadour und der Dünenmord. Lübbe Audio, Köln, 2006, ISBN 978-3-404-77146-2
- Theodor J. Reisdorf, Axel Gottschick (Sprecher): Wir wollten ihn nicht totmachen. Lübbe Audio, Köln, 2006, ISBN 978-3-404-77126-4